# Xã Vernon, Quận Wright, Iowa
Xã Vernon (tiếng Anh: Vernon Township) là một xã thuộc quận Wright, tiểu bang Iowa, Hoa Kỳ. Năm 2010, dân số của xã này là 103 người.